# Gais 1969
Fotbollsklubben Gais spelade säsongen 1969 i allsvenskan, där man för fjärde året i rad slutade åtta efter att länge ha haft häng på topplagen. I svenska cupen gick Gais till femte omgången.

## Inför säsongen

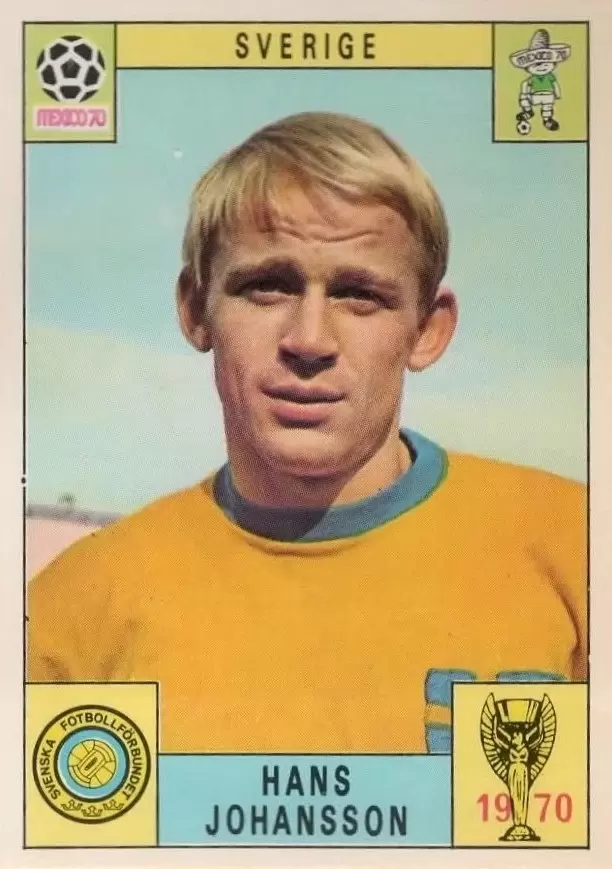
Nye Hans Johansson blev både intern skyttekung och landslagsman under säsongen.

Gais behövde ny målvakt efter att Leif Andersson slutat, och man värvade in Kent Harman från Överås BK. Kurt Axelsson, som redan sommaren 1967 hade blivit proffs, behövde också ersättas, och dansken Gösta Almbjerg togs därför in från Ifö Bromölla IF. Dessutom värvade man målgöraren Hans Johansson från värmländska Sifhälla SK.

## Seriespel
Gais började serien med segrar mot IF Elfsborg och IFK Norrköping. Nye Hasse Johansson gjorde mål i bägge matcherna och blev uttagen i landslaget till en träningslandskamp mot Mexiko. Efter den fina starten kom Gais dock av sig, och mot Åtvidabergs FF hemma på Ullevi kom ett ökänt mål: Vid ställningen 2–2 med kvarten kvar slog gästerna ett relativt ofarligt inlägg. Kent Grek kastade sig fram för att nicka undan bollen, men gjorde i stället ett av svensk fotbolls snyggaste självmål. Gais förlorade matchen med 2–3, och målet kom att följa Grek resten av livet. I nästa match förlorade Gais med hela 0–6 mot Djurgårdens IF, men sedan samlade man sig igen. När serieledarna Malmö FF kom på besök vann Gais med 3–0, och Malmös stjärna Dag Szepanski blev så trött på behandlingen av Gais "överrock" Gunder Högström att han helt sonika knockade honom och blev utvisad.

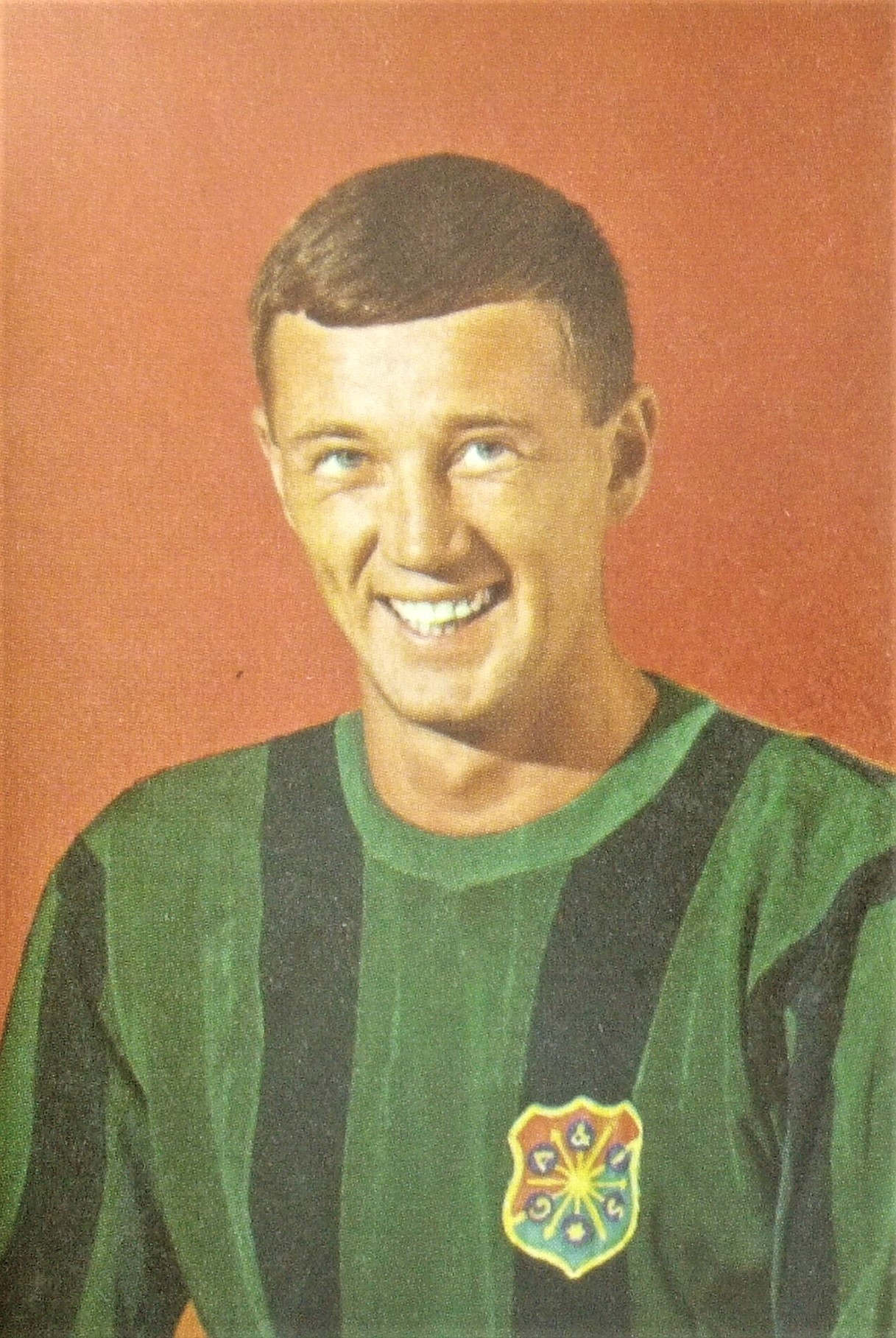
Målgöraren Hasse Samuelsson fick under säsongen agera målvakt i fyra matcher, med relativt gott resultat.

Därefter låg Gais på medaljplats resten av våren. Med Hans Johansson hade man fått en nytändning i anfallet, men ännu viktigare var försvaret. Nye Almbjerg gjorde succé på sin position som stopper, Yngve Samuelsson övertygade och Nils Norlander tog stora steg i sin utveckling. Hasse Samuelsson fick hemma mot Östers IF visa en annan sida av sitt fotbollskunnande, då han hoppade in som målvakt efter att Kent Harman fått hjärnskakning. Han höll nollan, och Gais vann matchen efter ett sent mål av Sten Pålsson. Under hösten, då Harman återigen blev skadad, fick Samuelsson till och med starta tre matcher i målet för Gais.

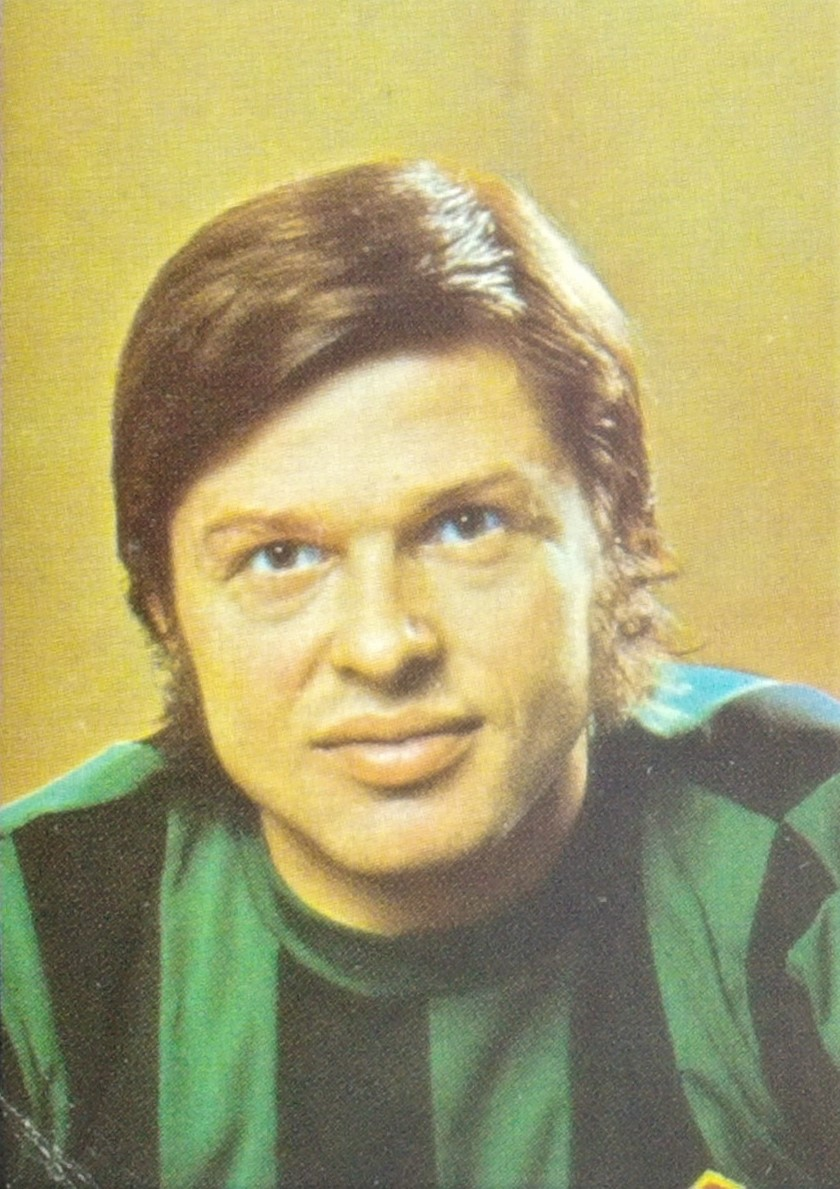
Gais tappade under sommaren Jan Olsson till proffsspel i Tyskland.

Under sommaren tappade Gais Jan Olsson till proffsspel i VfB Stuttgart, vilket skulle märkas. Efter ett 1–1-derby mot serieledande IFK Göteborg den 2 september (med Hasse Samuelsson i målet) var Gais fortfarande bara tre poäng efter IFK, men sedan kom raset. Ett Gais med otroligt många skador – Nils Norlander, Gunder Högström, Lars-Ove Haraldsson, Kent Grek, Gösta Almbjerg och Kent Harman var samtliga borta under långa perioder – tappade poäng i flera matcher, och när Hasse Samuelsson släppte in två mål mot Jönköpings Södra IF och även reservlagets målvakt Björkman var skadad kallade man in gamle Leif Andersson för en sista match i Gais – med följden att även han blev skadad.
Gais riskerade emellertid aldrig nedflyttning, och när man i sista matchen för säsongen besegrade AIK med 3–2 visade unge Kenneth Wessberg prov på sin begåvning. Wessberg, som hade spelat i Gais sedan nio års ålder, var son till 1940-talets Gaisstjärna Henning Wessberg, och skulle själv komma att spela 183 matcher för Atleterna.
Gais slutade till sist på en åttondeplats i serien för fjärde året i rad. Den främsta behållningen under säsongen var den fina fotbollen laget spelade, det höga publiksnittet (över 12 000 åskådare) och den nye anfallaren Hans Johansson. Dessutom blev under säsongen inte mindre än fyra gaisare uttagna i landslaget: förutom Hans Johansson även Sten Pålsson, Jan Olsson och den emellertid redan proffsflyktade Kurt Axelsson.

### Tabell
| Nr | Lag                  | S  | V  | O | F  | GM | IM | MS  | P  |
| -- | -------------------- | -- | -- | - | -- | -- | -- | --- | -- |
| 1  | IFK Göteborg         | 22 | 13 | 5 | 4  | 38 | 19 | +19 | 31 |
| 2  | Malmö FF             | 22 | 11 | 6 | 5  | 34 | 27 | +7  | 28 |
| 3  | Djurgårdens IF       | 22 | 12 | 3 | 7  | 39 | 26 | +13 | 27 |
| 4  | Åtvidabergs FF       | 22 | 11 | 4 | 7  | 38 | 34 | +4  | 26 |
| 5  | Örebro SK            | 22 | 10 | 5 | 7  | 33 | 27 | +6  | 25 |
| 6  | Östers IF (RM)       | 22 | 9  | 4 | 9  | 37 | 27 | +10 | 22 |
| 7  | IFK Norrköping       | 22 | 9  | 4 | 9  | 37 | 33 | +4  | 22 |
| 8  | Gais                 | 22 | 7  | 6 | 9  | 31 | 36 | −5  | 20 |
| 9  | AIK                  | 22 | 5  | 7 | 10 | 21 | 25 | −4  | 17 |
| 10 | IF Elfsborg          | 22 | 6  | 5 | 11 | 21 | 30 | −9  | 17 |
| 11 | Jönköpings Södra (U) | 22 | 5  | 5 | 12 | 19 | 51 | −32 | 15 |
| 12 | IK Sirius (U)        | 22 | 4  | 6 | 12 | 16 | 29 | −13 | 14 |

### Seriematcher
| Lag              | Hemma | Borta |
| ---------------- | ----- | ----- |
| IFK Göteborg     | 1–1   | 0–2   |
| Malmö FF         | 3–0   | 1–2   |
| Djurgårdens IF   | 2–3   | 0–6   |
| Åtvidabergs FF   | 2–3   | 2–4   |
| Örebro SK        | 0–1   | 1–1   |
| Östers IF        | 1–0   | 1–3   |
| IFK Norrköping   | 2–1   | 2–2   |
| AIK              | 3–2   | 2–2   |
| IF Elfsborg      | 0–0   | 1–0   |
| Jönköpings Södra | 4–0   | 1–2   |
| IK Sirius        | 1–1   | 1–0   |

### Spelarstatistik

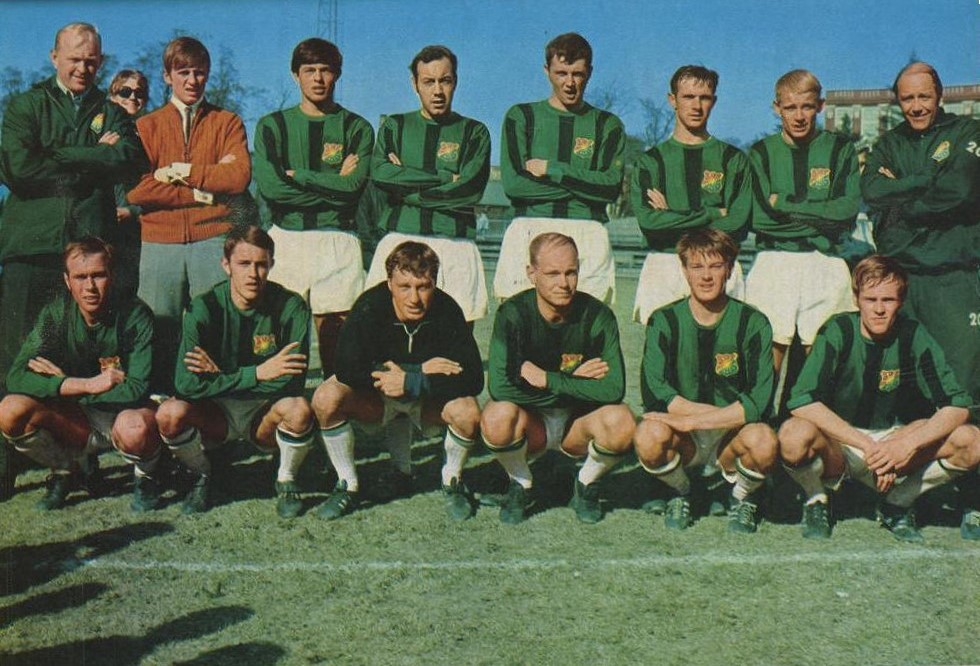
Lagfoto 1969. Stående från vänster: Krister Granbom (lagledare), Kenneth Wessberg, Jan Olsson, Thomas Bloom, Hasse Samuelsson, Sten Pålsson, Hasse Johansson, Gunnar Gren (tränare). Knästående från vänster: Christer Heideberg, Yngve Samuelsson, Kent Harman (mv), Kent Grek, Benny Apell, Nils Norlander.

| Namn                | Matcher | Mål |
| ------------------- | ------- | --- |
| Sten Pålsson        | 22      | 7   |
| Hasse Samuelsson    | 21      | 2   |
| Gösta Almbjerg      | 21      |     |
| Hans Johansson      | 20      | 8   |
| Benny Apell         | 20      | 1   |
| Kent Grek           | 20      |     |
| Yngve Samuelsson    | 20      |     |
| Leif Wendt          | 18      | 4   |
| Kent Harman (mv)    | 18      |     |
| Nils Norlander      | 15      |     |
| Sune Persson        | 13      | 1   |
| Jan Olsson          | 11      | 2   |
| Thomas Bloom        | 10      | 2   |
| Gunder Högström     | 10      |     |
| Christer Heideberg  | 6       |     |
| Kenneth Wessberg    | 4       | 1   |
| Roger Hansson       | 3       | 1   |
| Lars-Ove Haraldsson | 2       |     |
| Bengt Johansson     | 2       |     |
| Leif Andersson (mv) | 1       |     |

## Svenska cupen
Gais gick in i fjärde omgången av svenska cupen, och bortaslog den 26 juli Skellefteå AIK med 1–5 efter mål av Sten Pålsson (2), Leif Wendt, Benny Apell och Hasse Samuelsson. I femte omgången förlorade man den 17 augusti mot Åtvidabergs FF med 4–1 borta efter förlängning. Gais mål gjordes av Sten Pålsson.